# 埃迪·赖纳尔特
埃迪·赖纳尔特（德語：Edy Reinalter，1920年12月24日—1962年11月19日），瑞士男子高山滑雪运动员。他曾代表瑞士参加1948年冬季奥林匹克运动会高山滑雪比赛，获得男子回转金牌。